# Deutenhausen (Bergkirchen)
Deutenhausen ist ein Gemeindeteil von Bergkirchen im oberbayerischen Landkreis Dachau. Das Kirchdorf liegt circa einen Kilometer nordwestlich von Bergkirchen.

## Geschichte
Deutenhausen wird erstmals 895 als „Tutinhusa“ erwähnt, ob es sich aber um den gleichnamigen Ort Deutenhausen bei Eching handelt, ist ungewiss. Bis zum Jahr 1848 bildete Deutenhausen mit dem nahegelegenen Schlosssitz Eisolzried eine Hofmark.

## Baudenkmäler

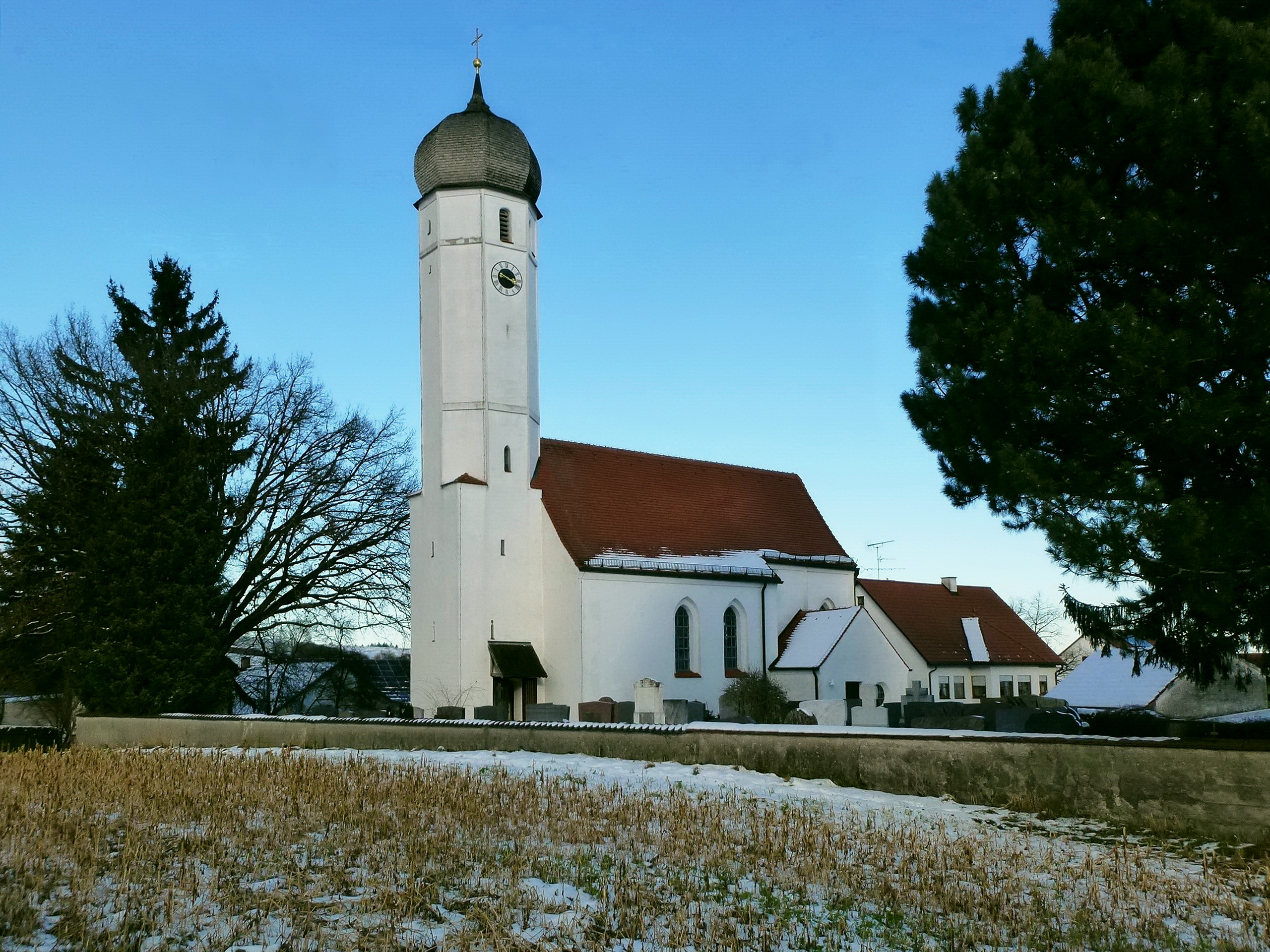
Kirche St. Nikolaus

- Katholische Filialkirche St. Nikolaus (Deutenhausen), erbaut Ende des 18. Jahrhunderts
- Gasthaus, erbaut 1790